# Demna Schengelaia
Demna Schengelaia (georgisch დემნა შენგელაია; * 1896 in Satschilao, Kreis Samtredia; † 1980 in Tiflis) war ein georgischer Schriftsteller. 

## Leben
Er wurde als Sohn eines Angestellten der Eisenbahn geboren. Ab 1920 studierte er georgische Geschichte, Sprachwissenschaft und Folklore an der Staatlichen Universität Tiflis sowie Geologie am Polytechnischen Institut Tiflis. Es folgte eine Tätigkeit für Zeitschriften und Zeitungen sowie für den Georgischen Schriftstellerverband.

## Werke
- sanavardo, Roman, 1924
- guram baramandia, Erzählungsband, 1925
- tbilisi, Roman, 1925
- bata kekia, Roman, 1931
- motxrobebi, (Erzählungen), Erzählungsband, 1934, 1939, 1942, 1966
- irmis naxtomi, (Der Hirschsprung), Roman, 1939
- ciskari, (Morgenröte), Roman, 1940
- stagoneba, (Die Inspiration), Roman, 1940
- citeli qaqavo, (Der rote Mohn), Roman, 1948
- gansi, (Der Schatz), Erzählungsband, 1958
- sami romani, (Drei Romane), Roman, 1974

Schengelaia betätigte sich als Übersetzer von Werken Gorkis, Lermontows, Ostrowskis und Puschkins ins Georgische. Darüber hinaus veröffentlichte er auch als Literaturkritiker.